# 原山 (印西市)
原山（はらやま）は、千葉県印西市の町丁。現行行政地名は原山一丁目から原山三丁目。郵便番号270-1341。

## 地理
北は泉野、東は草深、南東は高花、南は船尾、内野、南西は戸神台、西は中央南に隣接している。

## 世帯数と人口
2017年（平成29年）10月31日現在の世帯数と人口は以下の通りである。
| 丁目       | 世帯数    | 人口    |
| ---------- | --------- | ------- |
| 原山一丁目 | 377世帯   | 1,048人 |
| 原山二丁目 | 552世帯   | 1,457人 |
| 原山三丁目 | 565世帯   | 1,291人 |
| 計         | 1,494世帯 | 3,796人 |

## 小・中学校の学区
市立小・中学校に通う場合、学区は以下の通りとなる。
| 丁目       | 番地 | 小学校             | 中学校             |
| ---------- | ---- | ------------------ | ------------------ |
| 原山一丁目 | 全域 | 印西市立原山小学校 | 印西市立原山中学校 |
| 原山二丁目 | 全域 | 印西市立原山小学校 | 印西市立原山中学校 |
| 原山三丁目 | 全域 | 印西市立原山小学校 | 印西市立原山中学校 |

## 施設

### 一丁目
- 印西市立原山中学校
- UR都市機構千葉ニュータウン原山第二集会所
- 北総花の丘公園
- 原山北街区公園

### 二丁目
- 原山幼稚園
- 原山東街区公園

### 三丁目
- 印西市立原山小学校
- 印西市立原山学童クラブ
- 印西市サザンプラザ
- 原山南児童公園

## 交通

### 鉄道
地内に鉄道は通っていない。中央南にある北総鉄道北総線の千葉ニュータウン中央駅が利用できる。

### 路線バス
- ちばレインボーバス
  - 神崎線（津田沼駅 - 千葉ニュータウン中央駅 - 木下駅）[5][6]
    - （船穂中学校） - 原山東 - 原山小学校 - 原山団地 - 原山中学校 - （北総花の丘公園 - タウンセンター南 - 千葉ニュータウン中央駅 - タウンセンター南） - 北総花の丘公園 - 原山中学校 - 原山団地 - 原山小学校 - （天王前）

  - 西の原線（千葉ニュータウン中央駅 - 印西牧の原駅）[5][7]
    - （タウンセンター南） - 北総花の丘公園 - 原山中学校 - 原山団地 - 原山小学校 - （天王前）

  - 高花線（千葉ニュータウン中央駅 - 高花）船穂中学校経由[5][8]
    - （タウンセンター南） - 北総花の丘公園 - （内野小学校 - 電話局 -  多々羅田公園） - 給食センター - （船穂中学校）

  - 高花線（千葉ニュータウン中央駅 - 高花）高花2丁目経由[5][8]
    - （タウンセンター南） - 北総花の丘公園 - （内野小学校 - 電話局 -  多々羅田公園） - 給食センター - （高花1丁目）

### 道路
- 国道
  - 国道464号
- 主要地方道
  - 千葉県道・茨城県道4号千葉竜ヶ崎線
  - 千葉県道61号船橋印西線
- 都道府県道
  - 千葉県道190号千葉ニュータウン南環状線